# Повіт Мотойосі
Пові́т Мотойо́сі (яп. 本吉郡, もとよしぐん, МФА: [motojoɕi guɴ]) — повіт у префектурі Міяґі, Японія.